# ویکتوریا کارتانگا
ویکتوریا کارتانگا (انگلیسی: Victoria Cartagena؛ زادهٔ ۱ ژانویهٔ ۱۹۸۵) بازیگر تئاتر، بازیگر تلویزیون و بازیگر سینما اهل ایالات متحده آمریکا است. وی از سال ۲۰۰۶ میلادی تاکنون مشغول فعالیت بوده‌است.
از فیلم‌ها یا برنامه‌های تلویزیونی که وی در آن نقش داشته‌است می‌توان به سالت و گاتهام اشاره کرد.